# Reforma económica soviética de 1965
La reforma económica soviética de 1965, a veces llamada reforma Kosygin (en ruso: Косыгинская реформа) o reforma liberal, fue un conjunto de cambios planificados en la economía de la URSS. Una pieza central de estos cambios fue la introducción de la rentabilidad y las ventas como dos indicadores clave del éxito empresarial. Algunas de las ganancias de una empresa se destinarían a tres fondos, utilizados para recompensar a los trabajadores y ampliar las operaciones, sin embargo, la mayoría iría al presupuesto central.
Las reformas fueron introducidas políticamente por Alexei Kosygin que acababa de convertirse en primer ministro de la Unión Soviética tras la destitución de Nikita Khrushchev y ratificadas por el Comité Central en septiembre de 1965. Reflejaron algunos deseos latentes desde hacía mucho tiempo de los planificadores económicos de la URSS con orientación matemática e iniciaron el cambio hacia una mayor descentralización en el proceso de planificación económica. Las reformas, coincididas con el Octavo Plan Quinquenal, condujeron a un crecimiento continuo de la economía soviética. Los planificadores centrales finalmente quedaron insatisfechos con el impacto de la reforma y la mayoría de los cambios fueron revertidos a principios de los años setenta.

## Fondo
Bajo Lenin, la Nueva Política Económica había permitido y utilizado los conceptos de ganancias e incentivos para regular la economía soviética. Stalin transformó rápidamente esta política con la colectivización de las granjas y la nacionalización de la industria, que fue el resultado de la aceleración de la planificación central, ejemplificada por los "Planes Quinquenales".  Aproximadamente desde 1930, la Unión Soviética había utilizado un sistema centralizado para gestionar su economía. En este sistema, una burocracia única creaba planes económicos, que asignaban trabajadores a los puestos de trabajo, fijaban salarios, dictaban la asignación de recursos, establecían los niveles de comercio con otros países y planificaban el curso del progreso tecnológico. Los precios minoristas de los bienes de consumo se fijaron en niveles previstos para equilibrar el mercado. Los precios de los bienes al por mayor también eran fijos, pero cumplían una función contable más que un mecanismo de mercado. Las granjas colectivas también pagaban precios determinados centralmente por los suministros que necesitaban y, a diferencia de otros sectores, sus trabajadores recibían salarios que dependían directamente de la rentabilidad de la operación. 
Aunque las empresas soviéticas se regían teóricamente por el principio de khozraschet (en ruso: хозрасчёт, lit. 'business bookkeeping', o "contabilidad"), que les exigía cumplir con las expectativas de los planificadores dentro del sistema de precios fijos para sus insumos y productos, tenían poco control sobre las decisiones más importantes que afectaban sus operaciones.  Los gerentes tenían la responsabilidad de planificar la producción bruta futura, que subestimaban crónicamente para luego exceder la predicción.  Luego, los gerentes recibían bonificaciones ( primas ) por el producto excedente, independientemente de si se producía de manera rentable o si su empresa era rentable en general. Las bonificaciones por producción llegaban en cantidades a veces iguales a los salarios básicos de los directivos. El sistema también incentivó aumentos inútiles en el tamaño, el peso y el costo de los productos de producción, simplemente porque se había producido "más". 

### El ascenso de los planificadores óptimos
Las reformas económicas surgieron durante un período de gran debate ideológico sobre la planificación económica. Los puntos de vista más matemáticos, "cibernéticos", se consideraron al principio desviados de la economía marxista ortodoxa, que consideraba que el valor del bien derivaba estrictamente de trabajo.  Esta doctrina, elaborada en obras como el libro de Stalin de 1952, Problemas económicos del socialismo en la URSS, describía el sistema de precios como una reliquia capitalista que eventualmente desaparecería de la sociedad comunista. 
Sin embargo, la economía computarizada adquirió un papel importante para los principales planificadores, incluso cuando en la mayoría de las escuelas se enseñaba y se promovía la economía política marxista-leninista convencional para el consumo público.   La creciente influencia de la planificación estadística en la economía soviética se reflejó en la creación del Instituto Central de Matemáticas Económicas (Центральный экономико-математический институт; TSEMI), dirigido por Vasily Sergeevich Nemchinov .  Nemchinov, junto con el inventor de la programación lineal Leonid Kantorovich y el analista de inversiones Viktor Valentinovich Novozhilov, recibieron el Premio Lenin en 1965.  La batalla entre la planificación "óptima" y la planificación de convenciones se prolongó durante toda la década de 1960. 
Otra tendencia en la planificación económica enfatizó el "valor normativo del procesamiento", o la importancia de las necesidades y deseos al evaluar el valor de la producción. 

### Kosygin y Brezhnev reemplazan a Khrushchev
En 1964 se hicieron posibles cambios importantes en todo el mundo soviético con el derrocamiento de Nikita Khrushchev y el ascenso de Alexei Kosygin y Leonid Brezhnev.  La política económica fue un área importante de crítica retrospectiva contra Jruschov en la prensa soviética.   Esta tendencia económica "reformista" en la Unión Soviética tuvo corolarios y cierto refuerzo mutuo en Europa del Este. 
Kosygin criticó la ineficiencia y la inercia de la política económica de la administración anterior.  Presentó un plan, incluidas las ideas expresadas por Liberman y Nemchinov, al Pleno del Comité Central del Partido Comunista en septiembre de 1965.  La aceptación del plan por parte del Comité Central se volvió crucial para la implementación práctica de las ideas teóricas. 

## Razón fundamental

### Falta de incentivos

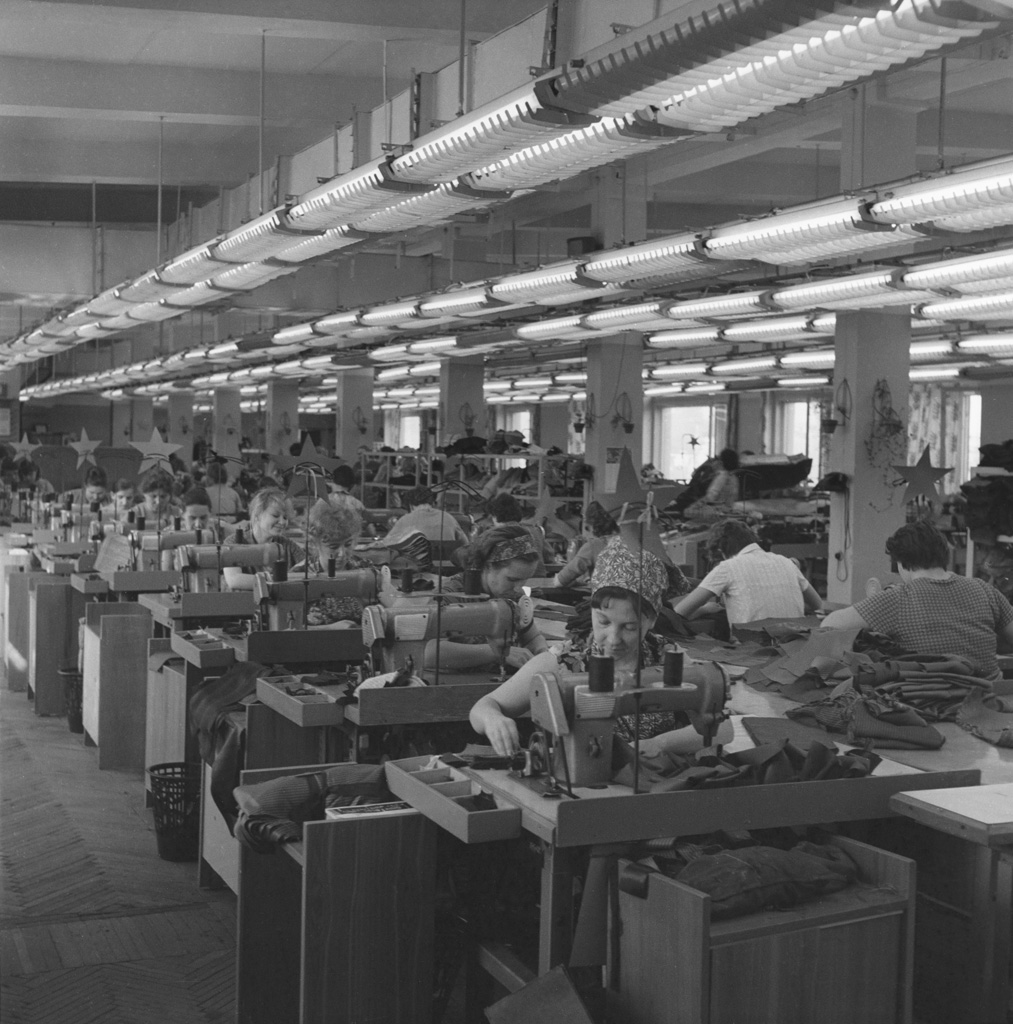
Operaciones cotidianas en 1967 en la fábrica de ropa Bolshevichka, económicamente reformada, en Moscú, pionera de la nueva política económica.

Según el fundamento oficial de la reforma, la creciente complejidad de las relaciones económicas redujo la eficacia de la planificación económica y, por lo tanto, redujo el crecimiento económico. Se reconoció que el sistema de planificación existente no motivaba a las empresas a alcanzar altas tasas de producción ni a introducir innovaciones organizativas o técnicas.  No hubo incentivos para eso. 
Al tener más libertad para desviarse públicamente de la ortodoxia partidista, los periódicos ofrecieron nuevas propuestas para la economía soviética. El ingeniero aeronáutico O. Antonov publicó un artículo en Izvestia el 22 de noviembre de 1961, con el título "Para todos y para uno mismo", en el que abogaba por un mayor poder para los directores de empresas. 

### Las propuestas de Liberman
Una justificación económica ampliamente publicitada para la reforma provino de Evsei Liberman, del Instituto de Ingeniería y Economía de Jarkov. En septiembre de 1962 apareció en Pravda un artículo de Liberman sobre este tema, titulado "Planes, beneficios y bonificaciones"  Liberman, influenciado por los "optimizadores" económicos,   abogó por la (re)introducción de la rentabilidad como indicador económico central.   Liberman propuso la idea de que el interés social podría promoverse mediante el establecimiento cuidadoso de parámetros microeconómicos: "Lo que es rentable para la sociedad debería serlo para todas las empresas". 
Estas propuestas fueron controvertidas y criticadas especialmente como regresiones hacia un sistema económico capitalista. Los críticos también argumentaron que la dependencia de la rentabilidad distorsionaría las proporciones en las que se producían los diferentes bienes.  

V. Trapeznikov defendió una posición similar a la de Liberman, en Pravda, agosto de 1964, escribiendo que
[...] ha llegado el momento de descartar las formas obsoletas de gestión económica basadas en normas directivas y pasar a un tipo de control de las actividades de las empresas más simple, más barato y más eficaz. Este control debe estructurarse de modo que al personal de una empresa le resulte económicamente rentable organizar ese trabajo de acuerdo con líneas que también sean rentables para la economía nacional. 
A diferencia de Liberman en 1962, Trapeznikov sugirió que la necesidad de reforma había sido aceptada por quienes tomaban decisiones en el partido y pronto se convertiría en una realidad. El mes siguiente, Pravda publicó seis artículos más de académicos, planificadores y administradores que abogaban por la reforma. El último de ellos vino de Liberman. Esta vez las críticas fueron silenciosas. 
Se iniciaron varios experimentos económicos para probar las propuestas de Liberman. Éstas comenzaron en 1964 con nuevas políticas para dos fábricas de ropa: la Bolshevichka en Moscú y la Mayak en Gorky.   Cuando las operaciones en las fábricas de ropa resultaron bastante exitosas, el experimento se amplió a unas 400 empresas más, en su mayoría en grandes ciudades.   Un experimento en Lviv involucró una mina de carbón y fábricas que producían ropa, zapatos y equipo de levantamiento pesado.  La mina de carbón, en particular, supuestamente se volvió más rentable después de cambiar a un sistema que utiliza bonificaciones y una toma de decisiones más independiente.  Sin embargo, algunas de las plantas experimentales tuvieron problemas debido a la falta de fiabilidad de los proveedores que seguían funcionando con el sistema antiguo.  La planta de Mayak enfrentó un dilema al intentar implementar las reformas experimentales ordenadas centralmente, mientras simultáneamente recibía órdenes contradictorias del sovnarkhoz (consejo regional) local. 

## Diseño
La reforma fue administrada por el Comité Central del Partido Comunista de la Unión Soviética y el Consejo de Ministros. Constaba de cinco "grupos de actividades":
1. Las empresas se convirtieron en las principales unidades económicas.
2. El número de objetivos de política se redujo de 30 a 9 (el resto siguieron siendo indicadores). [36] Los nueve grandes eran: la producción total a precios mayoristas corrientes, los productos más importantes en unidades físicas, la nómina total, los beneficios totales y la rentabilidad, expresada como la relación entre beneficios y activos fijos y capital de trabajo normalizados; pagos al presupuesto y asignaciones del presupuesto; objetivos totales de inversión de capital para la introducción de nueva tecnología; y el volumen de suministro de materias primas y equipos.
3. Independencia económica de las empresas. Se exigía a las empresas que determinaran la gama detallada y la variedad de productos, utilizando sus propios fondos para invertir en la producción, establecer acuerdos contractuales a largo plazo con proveedores y clientes y determinar el número de personal.
4. Se atribuyó una importancia clave a los indicadores integrales de la eficiencia económica de la producción: los beneficios y la rentabilidad. Existía la posibilidad de crear una serie de fondos basados en las ganancias: fondos para el desarrollo de la producción, incentivos materiales, vivienda, etc. A la empresa se le permitía utilizar los fondos a su discreción.
5. Precios: Los precios de venta al por mayor se recalibrarían para reflejar los costos y fomentar la eficiencia económica. [37]

### Beneficios, bonificaciones y salarios
Los cambios más importantes resultantes de las reformas de Liberman/Kosygin involucraron el papel de las ganancias en el sistema económico soviético. Rentabelnost' ("rentabilidad", en ruso: рентабельность) y realizatsiya ("ventas", en ruso: реализация) se convirtieron en el doble indicador de éxito de las empresas. Rentabelnost' se definía en términos de la relación entre beneficios y capital, mientras que realizatsiya (que también significa "implementación") dependía del volumen total de ventas.   El éxito de estas mediciones condujo a la asignación de dinero a un fondo, que podía desembolsarse según una secuencia predefinida. Los fondos se destinaron primero a pagar capital, incluidos los intereses pagados al Gosbank, el banco estatal. Luego, acudieron a los nuevos fondos de incentivos. Por último, una empresa podría utilizarlos para ampliar su capital para operaciones. Cualquier beneficio que supere el máximo de gasto iría al presupuesto central. 
Los tres fondos de "incentivos" fueron:  
1. El fondo de incentivos materiales (FOMIN): dinero para bonificaciones en efectivo a los trabajadores de empresas rentables.
2. El fondo sociocultural y de vivienda (SCF): un fondo para la programación social y cultural.
3. El fondo de desarrollo de la producción (PDF): un fondo de "desarrollo" para la organización en general.

Anteriormente, las bonificaciones procedían del mismo fondo que los salarios.  Ahora, los directivos de las empresas tenían un poco más de discreción sobre cómo asignarlos.  Podrían mover algunas cantidades de dinero entre el fondo de bonificación y el fondo de bienestar social.  También tenían más poder para influir en los salarios clasificando a diferentes trabajadores. 
En la práctica, las bonificaciones tuvieron el mayor impacto en el pago del personal de élite (técnicos y "empleados" en contraposición a " trabajadores "), contrarrestando así el efecto de las reformas salariales de la era de Jruschov.  
Un sistema experimental introducido en algunas empresas ofrecía bonificaciones adicionales por logros específicos, no sólo como una porción de las ganancias totales. Por ejemplo, los ingenieros que utilicen combustible de manera más eficiente (durante una escasez) podrían recibir grandes primas calculadas como porcentaje del dinero que ahorraron. 
Junto con una responsabilidad más directa sobre el fondo salarial, las empresas también obtuvieron el poder de despedir trabajadores. De hecho, la reforma dio nuevos incentivos para los despidos, que en algunos casos podrían aumentar la rentabilidad. (Cuando esto ocurrió, los trabajadores no tenían una "red de seguridad social" en forma de seguro de desempleo y asistencia profesional). 

### Contabilidad empresarial
Para fomentar una planificación precisa, las empresas ahora serían castigadas por desempeñarse por debajo o por encima de sus objetivos previstos.  
Las empresas también pagarían alquiler por la tierra y los recursos naturales. El fundamento de esta práctica fue la optimización económica. Por ejemplo, tierras de diferente calidad requerían diferentes insumos de mano de obra para lograr los mismos resultados y, por lo tanto, deberían incluirse de manera diferente en el presupuesto de una empresa. 
Los préstamos bancarios, que se reembolsarían más tarde con intereses, se utilizarían para financiar más proyectos de inversión, para incentivar el uso cuidadoso de los fondos y la rápida creación de ganancias.  Se establecerían cinco tipos de interés diferentes, desde preferencial hasta normal y punitivo. 
Se aplicaría un cargo de capital adicional (es decir, un impuesto) a cada empresa en función del capital que retuviera: capital de trabajo, equipo y excedentes de existencias. 

### Más control empresarial sobre las decisiones de inversión
Las empresas debían presentar planes anuales, llamados tekhpromfinplans (del en ruso: техпромфинплан (ru:Техпрофинплан) - plan de producción técnico y financiero), que estipula planes de producción por trimestre y mes. Luego, los superiores aprobarían estos planes (o no) y asignarían suministros y dinero.  Luego, la empresa vende sus productos, dentro de las limitaciones del plan. Está facultado para rechazar o devolver (en un plazo de diez días) insumos innecesarios al proveedor. 
El cambio clave que representó la "descentralización" fue la delegación de responsabilidad sobre las inversiones en modernización. Sin embargo, los planes de modernización seguían sujetos a la aprobación central, así como a la aprobación del banco que prestó el dinero. 
La cantidad de desarrollo esperado bajo estos auspicios estuvo muy por debajo de las expectativas, ya que simplemente no había suficiente mano de obra y materiales necesarios.  Una respuesta a este problema en 1969 fue trasladar más incentivos a los contratistas. 

Para los "planificadores óptimos" esta descentralización limitada era inadecuada, y la nueva importancia asignada a las "ganancias" era incompleta porque las empresas no controlaban suficientemente los factores que podían afectarlas. Como comentó un subdirector del TSEMI en 1966:
Decimos: camaradas, si se quiere introducir ganancias, entonces es necesario reconstruir todo el sistema de precios, el sistema de incentivos, en una palabra, modificar mucho las formas y métodos existentes de gestión económica. Si no se hace esto, la introducción del beneficio no producirá ningún efecto. 
El plan también pedía el cultivo de una nueva generación de administradores;  Como Kosygin en Pravda (28 de septiembre de 1965):
... Iniciativa basada en el conocimiento, la eficiencia, el espíritu empresarial, el sentimiento de novedad y la capacidad de utilizar con la máxima eficacia los recursos productivos en cada circunstancia concreta, he aquí la esencia de las nuevas exigencias.

### Reorganización política
En épocas anteriores, una capa importante de control administrativo sobre la producción había sido los sovnarkhozy (совнархо́зы, una contracción de las palabras que significan "Consejo de Economía Nacional"), los consejos económicos regionales creados el 1 de diciembre de 1917, bajo el control del Sóviet Supremo de la Economía Nacional (VSNKh, Vesenkha, una contracción similar). Estos consejos marcaron el fin de una fase de corta duración de control obrero sobre la producción, que los bolcheviques consideraban ineficiente.  Bajo la Nueva Política Económica que comenzó en 1921, las empresas se clasificaron según su relativa interdependencia (y necesidad de producir guerra) o autonomía (es decir, aquellas "dotadas de completa independencia financiera y comercial"). Las numerosas empresas de esta última categoría no fueron nacionalizadas, sino puestas bajo la dirección del VSNKh, con el plan de agruparlas en "trusts" basados en cadenas de producción o proximidad geográfica .  Este modelo ha sufrido diversas reorganizaciones, entre ellas el refuerzo de la edinonachalie, control de las unidades de producción por un único director. Estos gerentes únicos controlaban en ocasiones una amplia gama de actividades de producción dentro de una sola área.  La reforma económica de 1957 reintrodujo los sovnarkhozy, 104 en total, para gobernar la producción por región. Cuando correspondía, estos correspondían estrechamente con los límites de la oblastía (jurisdicciones políticas).  Inmediatamente surgieron quejas de que estos consejos no optimizaban las cadenas de producción en general, debido a su enfoque regional, y que entraban en conflicto con la autoridad del Gosplan .  En 1962, los 104 sovnarkhozy se consolidaron en 47 jurisdicciones más grandes (una de las cuales controlaba todo Uzbekistán, Turkmenistán, Tadzhikistán y Kirguizia). Sin embargo, en 1962-1963, los sovnarkhozy estaban subordinados a muchas otras agencias y organizaciones. El Gosplan iba a ser despojado de su autoridad de planificación en favor de un VSNKh revitalizado. 
Kosygin apuntó a estas "formas obsoletas de gestión" e incluyó en su discurso de 1965 un regreso a los ministerios como administradores centrales. Su plan se parecía al sistema ministerial de Stalin, pero con un número menor: nueve ministerios para toda la Unión organizados por industria (por ejemplo, Ministerio de Industria Ligera, Ministerio de la Industria de la Radio, Ministerio de la Industria Química) y once operaciones de supervisión dentro de cada sindicato. -república. Estas últimas agencias regionales dependían tanto del consejo local como del ministerio central con jurisdicción sobre su tipo de producción. Gosplan tenía la responsabilidad de crear planes anuales y de largo plazo, y de guiar el desarrollo y la gestión de recursos. Gossnab se convirtió en el coordinador principal del suministro técnico-material y se le encargó el análisis a gran escala (posiblemente utilizando computadoras) para aumentar la eficiencia de la cadena de suministro. 
Las reformas de 1965 alteraron un poco el papel del Partido en la administración económica.  Los funcionarios locales debían supervisar las operaciones a distancia para garantizar el cumplimiento del espíritu de las reformas. 

### Refinamiento de la planificación central
El plan pedía una planificación central más detallada y científica, incluidos objetivos anuales.   Estos planes se calcularían mediante sistemas informáticos. 
La distribución de suministros y productos se realizaría de diferentes maneras. Los planificadores centrales asignarían ciertos bienes escasos y vitales. Para otros, las empresas podrían formar "vínculos directos" dentro de los cuales desarrollarían una relación de intercambio contractual. 

## Implementación
Los autores de las reformas sabían desde el principio que los cambios entrarían en vigor gradualmente, basándose en la cuidadosa redacción de los planes a lo largo de los años 1966 y 1967.  Las primeras 43 empresas, junto con varios "experimentos" cuya planificación comenzó antes del Pleno de septiembre de 1965, pasaron al nuevo modelo a principios de 1966.   La transferencia de otros 180 a 200 se logró a principios de 1966.  Estos ya eran negocios rentables y bien posicionados, y reflejaron bien la reforma en las primeras evaluaciones.  El 1 de julio de 1966 se transfirieron 430 empresas más; éstas incluían algunas operaciones grandes y constituían por sí mismas el 12% de la producción total. A finales de 1966, más de 704 empresas habían cambiado.  
El Octavo Plan Quinquenal habría ejemplificado algunas de las reformas propuestas.  (El Plan Quinquenal abordó una amplia gama de cuestiones, centrándose más en las condiciones de vida generales de la gente. Se esperaba que fuera implementado dentro del Partido.) 
La mayor parte de la industria ligera se trasladaría a principios de 1967. Las empresas restantes se trasladarán en dos etapas, que entrarán en vigor el 1 de julio de 1967 y el 1 de enero de 1968.  La transferencia completa de todas las empresas se desarrolló de manera constante, aunque no exactamente según lo previsto. El 1 de abril de 1967, se habían cambiado 2.500 empresas, responsables del 20% de la producción. A finales de año, se habían transferido 7.000 empresas industriales (de 45.000), 1.500 empresas de transporte por carretera (de 4.100) y los 25 sistemas ferroviarios. Juntos formaron la columna vertebral de la industria soviética.  Les siguieron empresas más pequeñas: 11.000 más en 1968. 
El plan provocó una considerable confusión inicial por parte de los directivos de empresas que, a lo largo de sus carreras, habían subestimado su producción potencial para luego superar su cuota.  También fue difícil cumplir con las nuevas directivas antes de que todos los aspectos de la economía (es decir, precios, disponibilidad de recursos) hubieran cambiado.  Y la renuencia de ciertos burócratas a cumplir con las nuevas políticas fue objeto de críticas sostenidas en la prensa, incluidos múltiples editoriales del propio Liberman. En abril de 1966, por ejemplo, Liberman recomendó la creación de un "grupo de expertos para la reconstrucción" que pudiera vetar las políticas contrarreformistas en la burocracia.  Los funcionarios de los niveles administrativos más altos (es decir, los ministerios) continuaron emitiendo órdenes contrarias a los planes de rentabilidad de los gerentes de las empresas.  Persistieron algunos problemas tradicionales, como la acumulación (que socavaba la rentabilidad) de excedentes de suministros valiosos, para que no fueran necesarios más adelante en tiempos de escasez.  Se culpó a Gossnab y a los ministerios por no poner a disposición de las empresas los insumos adecuados. 
A mediados de 1966 se anunció una revisión de precios, la primera desde 1955, aparentemente a raíz de algunas disputas internas no triviales.  La revisión exigía una realineación moderada de los precios, para ajustarse más a los costos de producción, y entró en vigor en julio de 1967.  Los precios mayoristas de combustibles y minerales aumentaron sustancialmente.  Los precios de los bienes de consumo no aumentaron oficialmente en absoluto; sin embargo, los consumidores pagaron precios más altos por las cosas que querían y necesitaban, ya que se introdujeron en el mercado productos más nuevos y más caros y se retiraron las versiones antiguas. 

## Resultados

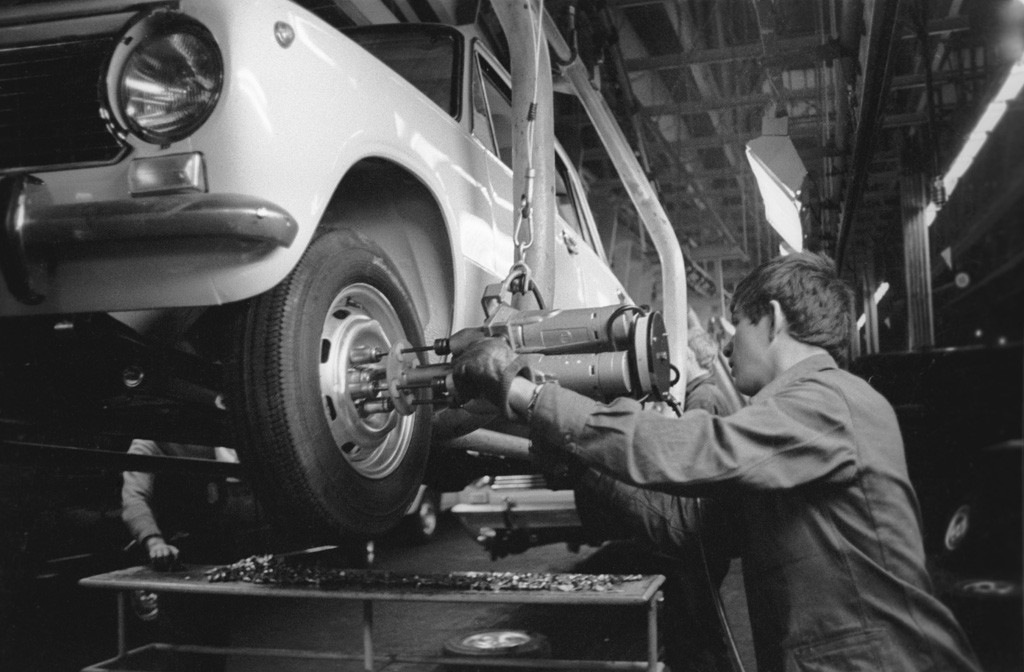
Trabajando en un vehículo en 1969 en la nueva planta de AvtoVAZ en Tolyatti.

La economía creció más en 1966-1970 que en 1961-1965.  Se alentó a muchas empresas a vender o regalar el exceso de equipo, ya que todo el capital disponible se tenía en cuenta en el cálculo de la productividad. Ciertas medidas de eficiencia mejoraron. Estos incluyeron el aumento de las ventas por rublo de capital y la caída de los salarios por rublo de ventas.   Las empresas donaron gran parte de sus ganancias, a veces el 80%, al presupuesto central. Estos pagos de ganancias restantes "libres" excedieron sustancialmente los cargos de capital. 
Sin embargo, los planificadores centrales no estaban satisfechos con el impacto de la reforma. En particular, observaron que los salarios habían aumentado sin un aumento proporcional de la productividad.  Muchos de los cambios específicos fueron revisados o revocados en 1969-1971. 
Las reformas redujeron en cierta medida el papel del Partido en la microgestión de las operaciones económicas.  La reacción contra el reformismo económico, unida a la oposición a la liberalización política, desencadenó la invasión total de Checoslovaquia en 1968. 

Sin embargo, los funcionarios y la prensa soviéticos continuaron promoviendo la idea de la reforma de 1965. Kosygin comentó el 10 de junio de 1970:
La esencia de la reforma es, al mismo tiempo que se perfecciona la planificación centralizada, aumentar la iniciativa y el interés de las empresas en el máximo uso de los recursos productivos y aumentar la eficiencia de la producción para unificar los intereses de los trabajadores, las empresas y la sociedad en su conjunto. mediante el sistema de estímulos económicos. 

### Otras lecturas
- Nove, Alec. An Economic History of the USSR, 1917-1991. London: Penguin, 1992.
- Smith-Peter, Susan. "Communism and Regionalism." In Regionalism and Modern Europe: Identity Construction and Movements from 1890 to the Present Day. Ed. Xose M. Nunez Seixas and Eric Storm. London: Bloomsbury Academic, 2019, 135-149.
- Feygin, Yakov. 2017. “Reforming The Cold War State: Economic Thought, Internationalization, And The Politics Of Soviet Reform, 1955-1985.” PhD Dissertation, University of Pennsylvania.

- Datos: Q4530429